# Diederik Samsom
Diederik Samsom (prononcé en néerlandais : [ˈdidəˌrɪk ˈsɑmsɔm] ), né le 10 juillet 1971 à Groningue, est un homme politique néerlandais, chef politique du Parti travailliste (PvdA) du 17 mars 2012 au 9 décembre 2016. Il est représentant à la Seconde Chambre des États généraux du 30 janvier 2003 au 10 décembre 2016.

## Biographie

### Militant de la cause écologiste
Samsom grandit à Leeuwarden et est diplômé en physique nucléaire de l'université de technologie de Delft, où il est président de l'Association des intérêts des études et étudiants (VSSD) à partir de 1997. Il commence à travailler comme serveur dans un café de la ville en 1992. 
En septembre 1995, il rejoint l'organisation Greenpeace, comme chargé de mission. Nommé responsable de la campagne sur l'énergie nucléaire en février 1996, il est promu aux fonctions de chef d'équipe et de directeur de campagne sur le climat et l'énergie en juin 1998. Il quitte l'organisation en décembre 2001 et devient huit mois plus tard directeur de l'entreprise Echte Energie, qui fournit de l'électricité issue des énergies renouvelables.

### Seconde Chambre
Au cours de ses études, il est membre du Parti travailliste. Il le quitte en en 1997 mais y fait son retour au bout de quatre ans. Aux élections législatives du 15 mai 2002, il est placé sur la liste conduite par Ad Melkert mais n'est pas élu. Lors des élections législatives anticipées du 22 janvier 2003, il est placé en neuvième position sur la liste de Wouter Bos et fait donc son entrée à la Seconde Chambre.
Réélu, en dix-neuvième position sur la liste du PvdA, aux élections législatives anticipées du 22 novembre 2006, il devient coordonnateur de la politique étrangère du groupe parlementaire le 13 mars 2007. Il y ajoute les fonctions de secrétaire à la stratégie de campagne le 20 mai 2008. Il est réélu lors des élections législatives anticipées du 9 juin 2010.

### Chef politique du Parti travailliste

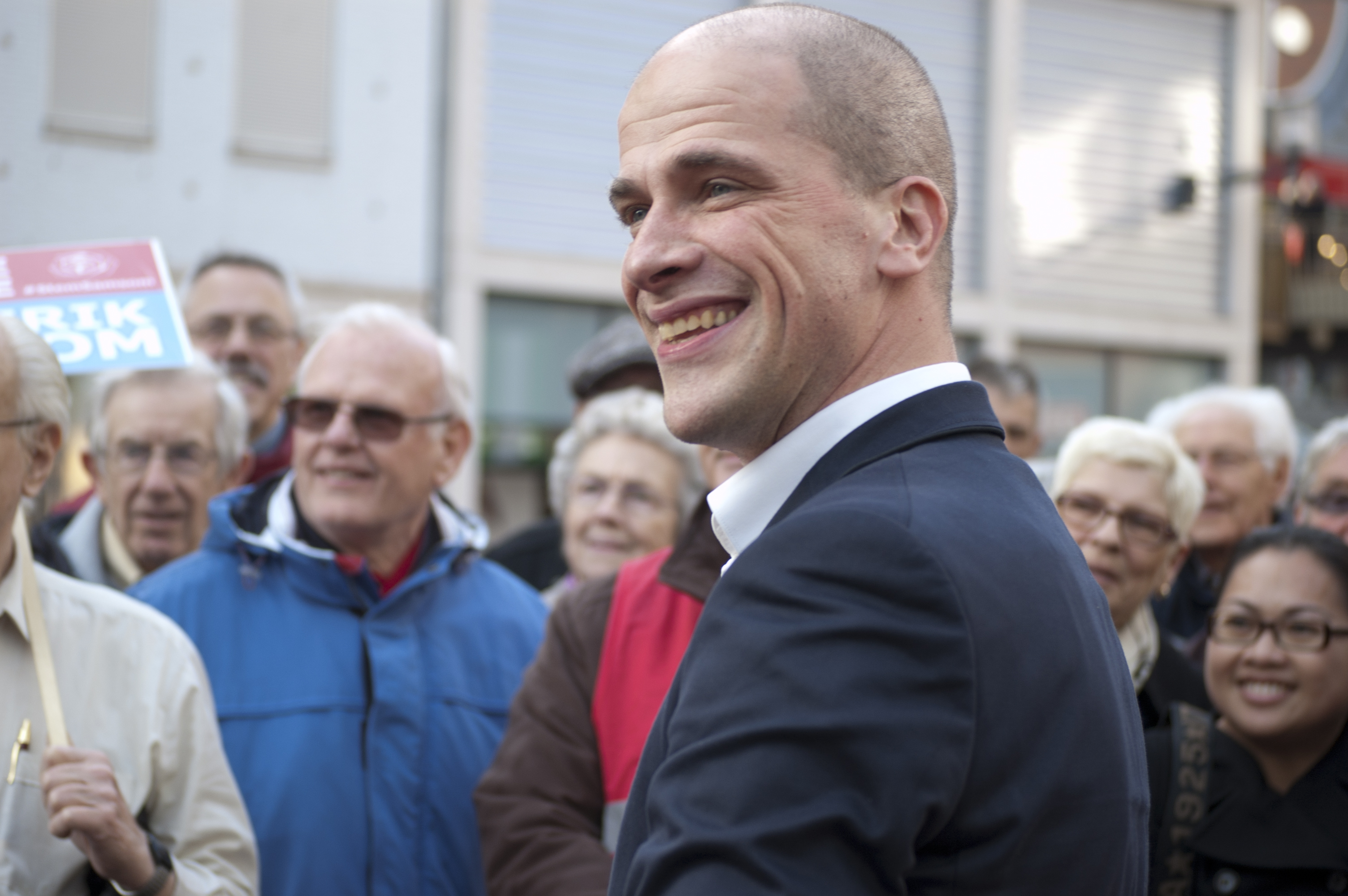
Samsom en campagne à Spijkenisse en mars 2012.

À la suite de la démission de Job Cohen, chef politique et du groupe parlementaire du PvdA le 20 février 2012, il se présente à sa succession avec comme slogan « Nouvelle énergie », rappel à l'écologie et aux valeurs sociales du PvdA. Il est élu par 54 % des voix le 16 mars suivant au second tour du scrutin organisé par le parti, face à l'ancien ministre de l'Éducation, de la Culture et de la Science Ronald Plasterk, qui recueille 31,6 % des suffrages. Samsom recueille la majorité des voix que les petits candidats au premier tour avaient réussi à mobiliser.
Il prend ses fonctions dès le lendemain, puis la présidence du groupe travailliste le 20 mars à la chambre basse des États généraux.

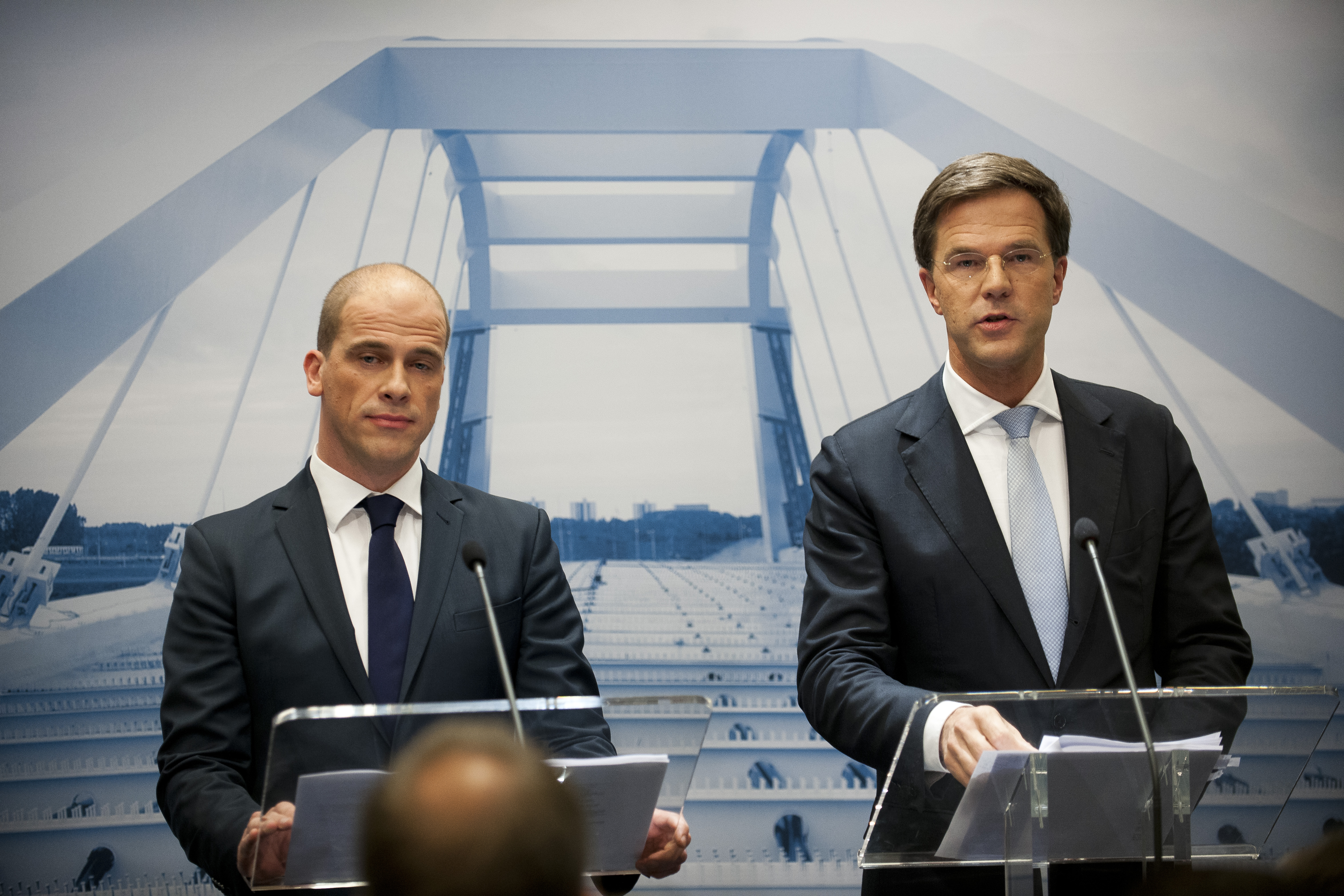
Diederik Samsom présentant l'accord de coalition du cabinet Rutte II avec Mark Rutte.

En sa qualité de chef du parti, il est tête de liste aux élections législatives anticipées du 12 septembre. Il adoucit son expression publique, refuse de soutenir l'austérité prônée par Mark Rutte, Premier ministre sortant, puis réalise une bonne campagne télévisuelle, permettant aux travaillistes de doubler leurs intentions de vote en deux semaines et d'égaler le Parti populaire pour la liberté et la démocratie (VVD) à la veille du scrutin. Le jour du vote, le PvdA obtient 38 mandats de représentants, soit trois de moins que les libéraux-démocrates. Les deux formations engagent alors des négociations pour former un gouvernement, qui aboutissent au tout début du mois de novembre. Il refuse toutefois de faire partie du deuxième cabinet de Mark Rutte, préférant rester à la Seconde Chambre.
Le 8 décembre 2016, il est battu par le vice-Premier ministre Lodewijk Asscher lors d'un vote interne pour la désignation du chef politique, totalisant 45,5 % des suffrages exprimés. Il est remplacé dès le lendemain et démissionne de sa fonction de représentant à la Seconde Chambre, quittant de fait la vie politique. Asscher n'étant pas élu à la Seconde Chambre, la vice-présidente du groupe parlementaire Attje Kuiken exerce la fonction de chef de groupe jusqu'en mars 2017.

### Chef de cabinet de Frans Timmermans
Le 11 septembre 2019, il est annoncé que Diederik Samsom deviendra chef de cabinet du vice-président de la Commission européenne Frans Timmermans, chargé du climat sous Ursula von der Leyen,.